# Tattimuth
Tattimuth est un officier militaire byzantin d'origine germanique du vie siècle, actif pendant le règne de l'empereur Justinien (527-565). Selon l'historien français Charles Le Beau, Tattimuth est un Hérule,.
La position de Tattimuth dans les rangs de l'armée impériale est incertaine, mais il est possible qu'il soit un tribun. En 533, il est envoyé avec une petite armée en Tripolitaine pour aider la révolte de Pudentius contre le royaume vandale. Les rebelles occupent la région sans s'opposer militairement aux Vandales et la rendent à l'empire. Au cours de l'hiver 533/534, la Tripolitaine est menacée par des tribus berbères et Bélisaire envoie une armée à Pudentius et à Tattimuth pour renforcer le pouvoir byzantin dans cette ville.